# Kalle Josephson
Karl "Lång-Kalle" Josephson, född 6 september 1978 i Tyresö församling, är en svensk skådespelare.
Han är son till dramapedagogen Agneta Josephson och läraren Anders Erixon. År 2016 gifte han sig med fotografen Emma Svensson. Paret separerade efter ett par veckor.

## Filmografi
- 2003 – Jesus från Hökarängen
- 2006 – Om Gud vill
- 2011 – The Girl with the Dragon Tattoo
- 2012 – Call Girl
- 2013 – Kontoret (TV-serie) – Joel (säsong två)
- 2013 – Sommarstället